# 奇夫奇尼山脈
47°51′55.7″N 24°43′40.6″E / 47.865472°N 24.727944°E

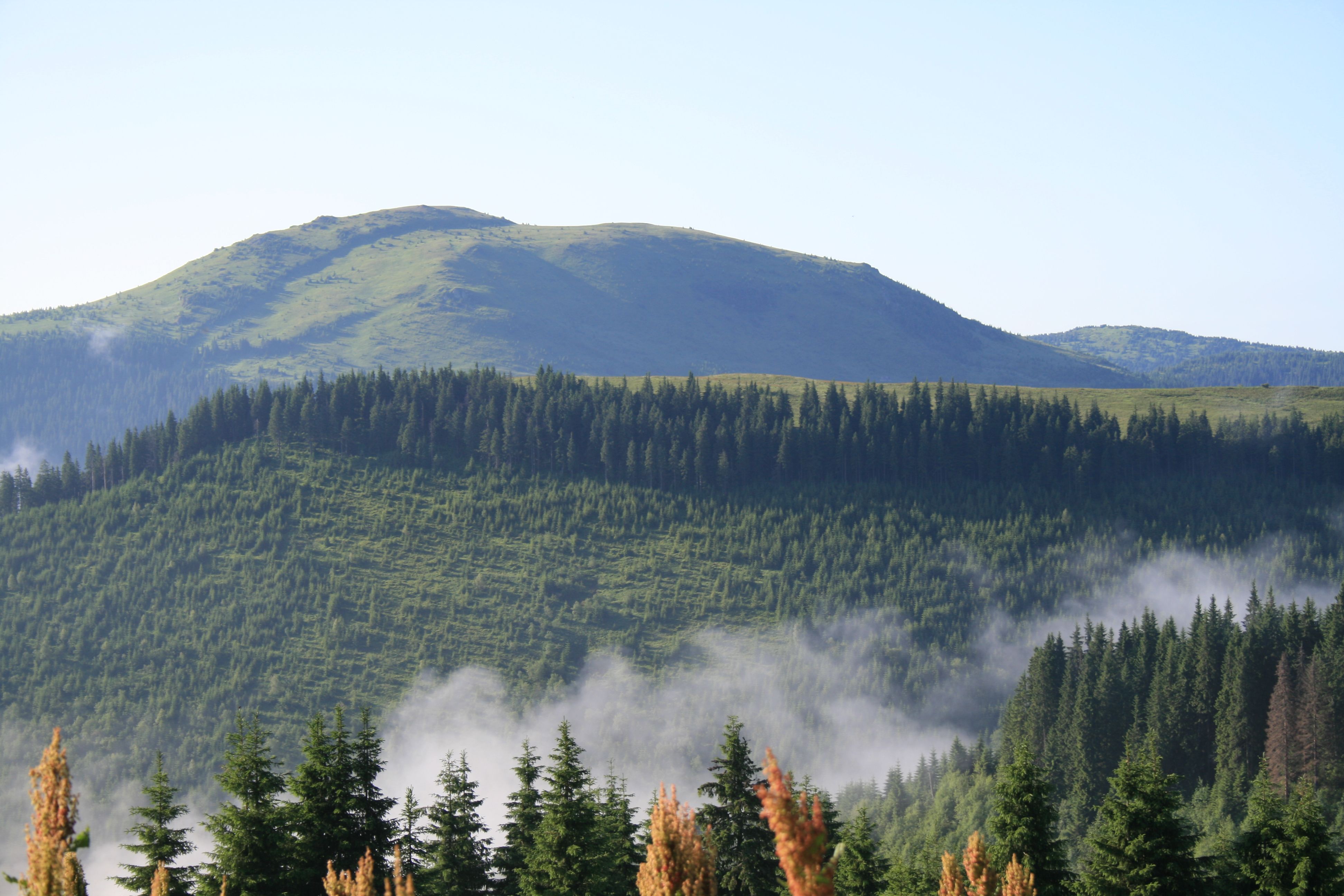

奇夫奇尼山脈是烏克蘭的山脈，位於該國西部伊萬諾-弗蘭科夫斯克州，屬於烏克蘭喀爾巴阡山脈中馬爾馬羅什山脈的一部分，海拔高度1,766米。